# Robert Schieler
Robert Schieler (Filadelfia, 1950) es un Hermano de las Escuelas Cristianas, fundados por San Juan Bautista de La Salle.  Fue superior general de su congregación religiosa en Roma del 20 de mayo de 2014 al 18 de mayo de 2022.

## Biografía
Tras completar sus estudios en Historia moderna de Europa y el doctorado en Administración educativa, ejerció la labor de profesor en Estados Unidos y, tras realizar su profesión perpetua en 1979, trabajó como misionero trece años en Filipinas.
En su congregación realizó diversas tareas directivas: Visitador Auxiliar del Distrito de Baltimore de 1991 a 1998, director de Educación para la Región USA-Toronto de 1998 a 2001 y visitador de su distrito desde el año 2001 a 2007. Desde 2007 y hasta su elección como superior general era el consejero general para Estados Unidos y Canadá.